# 能源清洁利用国家重点实验室
能源清洁利用国家重点实验室是位于中国浙江省杭州市的一个国家重点实验室，隶属于浙江大学。前身是1993年成立的“洁净燃烧技术国家教委开放研究实验室”，2005年科技部批准建设，2006年6月通过科技部验收。中国工程院院士黄其励教授为现任学术委员会主任，骆仲泱教授为实验室主任。

## 研究方向
- 化石燃料的高效清洁利用
- 新能源及先进能源系统
- 低品位能源的高效清洁利用
- 能源利用过程中的污染物生成、迁移、测量及控制
- 复杂反应系统中的理论模拟及数值试验